# Kampung Baru (Bilah Barat)
Kampung Baru is een bestuurslaag in het regentschap Labuhan Batu van de provincie Noord-Sumatra, Indonesië. Kampung Baru telt 4915 inwoners (volkstelling 2010).